# Richard von Wettstein
Richard Wettstein, Ritter von Westersheim, född 30 juni 1863 i Wien, död 10 augusti 1931 i Trins, Tyrolen, var en österrikisk botaniker. far till Fritz von Wettstein.
Wettstein blev filosofie doktor i Wien 1885, professor vid tyska universitetet i Prag 1892 och i Wien 1898 med föreståndarskap för botaniska trädgården där. Han var i främsta rummet en deskriptiv botaniker och sökte artskillnaderna ej blott i yttre kännemärken, utan även i arternas skilda utbredningsområden. Han utbildade läran om årstidsskilda former inom en art (eller parallellarter, den ena under för-, den andra under eftersommaren). Han var en framstående systematiker. Inom de högre växterna ställde han monokotyledonerna högre än dikotyledonerna.
Hans förnämsta arbeten inom nu berörda områden är Monographie der Gattung Euphrasia (1896), Grundzüge der geographisch-morphologischen Methode in der Pflanzensystematik (1898), Lehrbuch der Botanik (1890-1911), Handbuch der systematischen Botanik (1901; ny upplaga 1911) samt Der Lamarckismus und seine Beziehungen zum Darwinismus (1903).
Westersheim ledde 1901 en botanisk expedition till Brasilien (materialet beskrivs i "Botanische Ergebnisse der Expedition nach Südbrasilien", band 1, 1908). Han redigerade "Österreichische botanische Zeitschrift" från 1889 (ensam utgivare från 1894) och var medredaktör för "Zeitschrift für induktive Abstammungs- und Vererbungslehre" (från dess början, 1908). Han blev ledamot av Fysiografiska sällskapet i Lund 1905, av Vetenskapssocieteten i Uppsala 1924 och av svenska Vetenskapsakademien 1928.
Auktorsnamnet Wettst. kan användas för Richard von Wettstein i samband med ett vetenskapligt namn inom botaniken; se Wikipediaartiklar som länkar till auktorsnamnet.